# Danone Nations Cup
La Danone Nations Cup (DNC) è una competizione calcistica che si svolge annualmente dedicata alla categoria Under-12. Fondata nell'anno 2000 su iniziativa della multinazionale francese Danone, viene considerata come la Coppa del Mondo per i ragazzi dai dieci ai dodici anni, grazie al patrocinio della FIFA.
Secondo l'organizzazione, ogni anno 2,5 milioni di bambini, provenienti da oltre 34.000 scuole ed 11.000 club, sono coinvolti nelle varie fasi nazionali, che contribuiscono a selezionare le squadre che rappresenteranno i vari Paesi partecipanti nella fase finale. In ognuno dei 32 Paesi partecipanti, Danone collabora con gli enti sportivi locali per l'organizzazione dei tornei nazionali. In Italia, l'organizzazione è affidata al Centro Sportivo Italiano (CSI).
La competizione si avvale anche della figura dell'ex calciatore francese Zinédine Zidane, che svolge il ruolo di ambasciatore della manifestazione.

## Storia

### Eurofoot Danone Cup
Già dal 1997, la Danone organizzava una competizione denominata Eurofoot Danone Cup, una manifestazione per squadre di club, sempre dedicata ai ragazzi tra i dieci ed i dodici anni. L'Eurofoot Danone Cup si tenne per tre edizioni, sempre al Parco dei Principi di Parigi: nella prima, i francesi del Nantes ebbero la meglio sui giocatori del Milan, mentre successivamente trionfarono gli spagnoli del Real Madrid e gli argentini del Boca Juniors.

### Danone Nations Cup
Sull'ondata del successo di Mondiali di Francia 1998, vinti proprio dai padroni di casa, la Danone decise di creare una nuova competizione internazionale per giovanissimi, questa volta dedicata alle squadre nazionali. Fu così che, dal 2000, la vecchia formula dell'Eurofoot Danone Cup fu sostituita dalla nuova Danone Nations Cup.
La prima edizione ebbe luogo nel Maggio 2000, presso il Parco dei Principi di Parigi, e vide la vittoria della Francia, che riuscì ad avere la meglio sulla Turchia. La seconda edizione, nel 2001, si svolse sempre nella capitale francese con la vittoria dell'isola di Réunion, ma ad essere ricordato è soprattutto il titolo di capocannoniere vinto dal messicano Giovani Dos Santos, calciatore che sarebbe poi divenuto professionista, venendo acquistato dal Barcellona ed entrando a far parte della nazionale messicana. La competizione si tenne in Francia, a Parigi o a Lione, presso lo Stade de Gerland, fino al 2008.
Nel 2009 e nel 2010, con l'obiettivo di dare una portata più internazionale alla Danone Nations Cup, l'organizzazione fu spostata in Sudafrica, Paese organizzatore della Coppa del Mondo FIFA proprio nel 2010, presso l'Orlando Stadium di Johannesburg. Nel 2009, vinse proprio il Sudafrica, che divenne così la prima squadra ad ottenere tre successi, dopo le vittorie del 2003 e del 2007, ed a disputare quattro finali, considerando anche quella persa nel 2005 contro la Russia.
Successivamente, si decise di cambiare sede della manifestazione ad ogni edizione. Nel 2011, l'organizzazione fu affidata allo Stadio Santiago Bernabéu di Madrid, in Spagna, casa sportiva del celebre club del Real Madrid, dove trionfò il Brasile. Nel 2012, il Paese organizzatore fu la Polonia, che aveva già ospitato i Campionati Europei in compartecipazione con l'Ucraina: allo stadio Nazionale di Varsavia, la Corea del Sud ebbe la meglio sul Giappone in una finale tutta asiatica. In quest'edizione, inoltre, l'Italia ottenne il suo miglior piazzamento, classificandosi quinta, e migliorando così l'ottavo posto ottenuto nel 2000.
L'edizione 2013 fu ospitata dallo stadio londinese di Wembley. La Francia, che non aveva mai vinto fuori dai suoi confini, riuscì ad avere la meglio sul Brasile ai calci di rigore dopo una partita terminata a reti inviolate (0-0). In questo modo, i Bleuets, rappresentati in quest'occasione dai giocatori del Lens, ottennero il terzo successo dopo quelli del 2000 e del 2008, eguagliando sia il record di vittorie, detenuto dal Sudafrica, che quello di finali disputate, stabilito in precedenza sempre dai sudafricani, con quattro partite giocate.

#### Edizione 2014
Per l'anno 2014, la sede scelta è l'Arena Corinthians di San Paolo, in Brasile, stadio che ha ospitato anche i Mondiali di calcio 2014, tenutisi tre mesi prima. Le partite si sono svolte tra venerdì 14 novembre e domenica 16 novembre.
Tra le trentadue squadre partecipanti, a raggiungere la finale sono state le formazioni del Giappone e del Paraguay: i nipponici, già finalisti perdenti nel 2012 e terzi nel 2013, hanno ottenuto il loro primo titolo battendo per 1-0 i sudamericani. Per l'occasione, il trofeo è stato consegnato dall'ex capitano della nazionale brasiliana, Marcos Cafu. Il Giappone ha così ottenuto anche il suo terzo podio consecutivo, avvicinando il record del Sudafrica, capace di classificarsi tra le migliori tre squadre per ben quattro volte di fila, dal 2002 al 2005. Il Paraguay, invece, ha raggiunto per la prima volta un piazzamento di tale prestigio.
Nella finale per il terzo posto, invece, il Cile ha sconfitto per 2-1 la Russia, eguagliando così il miglior risultato de La Roja, la medaglia di bronzo ottenuta nel 2011. Quanto all'Italia, invece, i ragazzi in maglia azzurra hanno chiuso al sedicesimo posto, dopo aver perso ai rigori contro l'Australia (4-3) la partita valida per la quindicesima posizione.
La squadra azzurra ha anche raggiunto il secondo posto nella speciale classifica del Fair Play, collezionando 412 punti, solamente tre in meno della formazione della Corea del Sud, che si è così aggiudicata il Fair Play Trophy. Per la cronaca, i sudcoreani hanno chiuso il torneo solamente al ventinovesimo posto.

## Edizione 2015
L'edizione 2015 fu ospitata dallo stadio di Marrakech, lo stadio che ha ospitato anche la finale della Coppa del mondo per club FIFA del 2013 e 2014.

## Formula del torneo
La competizione, che nelle edizioni più recenti si è sempre svolta nel periodo autunnale, vede attualmente la partecipazione di 32 squadre alle fasi finali (in alcune edizioni passate si è arrivati fino a quaranta formazioni). Le formazioni partecipanti, scelte in seguito a delle lunghe selezioni nazionali, vengono suddivise in otto gironi all'italiana, ciascuno formato da quattro squadre. Successivamente, proprio come in occasione della Coppa del Mondo FIFA, si svolgono dei turni ad eliminazione diretta, fino alla finale conclusiva. Le partite hanno luogo su una metà di un campo di calcio regolamentare ed hanno la durata di venti minuti, con ogni squadra che può schierare nove giocatori.
Una delle caratteristiche della Danone Nations Cup sta nel fatto che le squadre eliminate continuano a giocare per i vari piazzamenti di rincalzo, il che fa in modo che tutte le formazioni disputino lo stesso numero di partite nell'arco della manifestazione (sette con la formula attuale). Questo dà anche la possibilità di stilare una classifica completa delle squadre, dal primo al trentaduesimo posto.

## Albo d'oro

### Eurofoot Danone Cup
Questa competizione non viene contabilizzata ufficialmente ai fini delle statistiche del torneo.
| 1997 | Parco dei Principi, Parigi | FC Nantes Francia      | Milan Italia           |                            |                               |
| 1998 | Parco dei Principi, Parigi | Real Madrid Spagna     | São Paulo FC Brasile   | Olympique Lyonnais Francia | Liverpool Inghilterra         |
| 1999 | Parco dei Principi, Parigi | Boca Juniors Argentina | Bayern Monaco Germania | Olympique Lyonnais Francia | Manchester United Inghilterra |

### Danone Nations Cup
| 2000 | Parco dei Principi, Parigi       | Francia       | Turchia     | Ucraina   | Polonia     |
| 2001 | Parco dei Principi, Parigi       | La Riunione   | Paesi Bassi | Francia   | Argentina   |
| 2002 | Parco dei Principi, Parigi       | Argentina     | Paesi Bassi | Sudafrica | Germania    |
| 2003 | Parco dei Principi, Parigi       | Sudafrica     | Portogallo  | Francia   | Austria     |
| 2004 | Parco dei Principi, Parigi       | Spagna        | Svizzera    | Sudafrica | Turchia     |
| 2005 | Stade de Gerland, Lione          | Russia        | Sudafrica   | Messico   | Rep. Ceca   |
| 2006 | Stade de Gerland, Lione          | La Riunione   | Svizzera    | Argentina | Indonesia   |
| 2007 | Stade de Gerland, Lione          | Sudafrica     | Francia     | Turchia   | La Riunione |
| 2008 | Parco dei Principi, Parigi       | Francia       | Russia      | Germania  | Rep. Ceca   |
| 2009 | Orlando Stadium, Johannesburg    | Sudafrica     | Svizzera    | Brasile   | Giappone    |
| 2010 | Orlando Stadium, Johannesburg    | Messico       | Uruguay     | Brasile   | Francia     |
| 2011 | Stadio Santiago Bernabéu, Madrid | Brasile       | Thailandia  | Cile      | Russia      |
| 2012 | Stadio Nazionale, Varsavia       | Corea del Sud | Giappone    | Svizzera  | Argentina   |
| 2013 | Stadio Wembley, Londra           | Francia       | Brasile     | Giappone  | Irlanda     |
| 2014 | Arena Corinthians, San Paolo     | Giappone      | Paraguay    | Cile      | Russia      |
| 2015 | Stade de Marrakech, Marrakech    | Marocco       | Messico     | Francia   | Paesi Bassi |
| 2016 | Stade de France, Parigi          | Germania      | Giappone    | Spagna    | Brasile     |

## Medagliere
Nelle quindici edizioni della Danone Nations Cup, la Francia ed il Sudafrica hanno ottenuto gli stessi risultati, con tre vittorie, un secondo posto e due terzi posti. L'unica altra formazione a poter vantare più di una vittoria è Riunione, isola dell'Oceano Indiano che, pur appartenendo alla Francia, ha partecipato a diverse edizioni della manifestazione con una squadra a sé stante. La Svizzera, invece, pur avendo raggiunto il podio in quattro occasioni, non ha mai conquistato il trofeo.
Medagliere aggiornato all'edizione 2014
| Squadra       | 1º | 2º | 3º | Tot |
| ------------- | -- | -- | -- | --- |
| Francia       | 3  | 1  | 3  | 7   |
| Sudafrica     | 3  | 1  | 2  | 6   |
| La Riunione   | 2  | 0  | 0  | 2   |
| Brasile       | 1  | 1  | 2  | 4   |
| Giappone      | 1  | 2  | 1  | 4   |
| Russia        | 1  | 1  | 0  | 2   |
| Argentina     | 1  | 0  | 1  | 2   |
| Messico       | 1  | 1  | 1  | 3   |
| Corea del Sud | 1  | 0  | 0  | 1   |
| Spagna        | 1  | 0  | 1  | 2   |
| Marocco       | 1  | 0  | 0  | 1   |
| Svizzera      | 0  | 3  | 1  | 4   |
| Paesi Bassi   | 0  | 2  | 0  | 2   |
| Turchia       | 0  | 1  | 1  | 2   |
| Paraguay      | 0  | 1  | 0  | 1   |
| Portogallo    | 0  | 1  | 0  | 1   |
| Thailandia    | 0  | 1  | 0  | 1   |
| Uruguay       | 0  | 1  | 0  | 1   |
| Cile          | 0  | 0  | 2  | 2   |
| Germania      | 1  | 0  | 1  | 2   |
| Ucraina       | 0  | 0  | 1  | 1   |

## Premio Fair Play
A partire dalla seconda edizione, per promuovere il Fair Play tra i giovanissimi giocatori della competizione, è stato istituito un premio dedicato a questo fine. La squadra premiata riceve un vero e proprio trofeo, denominato Fair Play Trophy. Curiosamente, il Portogallo è stata a lungo l'unica formazione ad essere stata insignita del riconoscimento in due occasioni, nel 2001 e nel 2005, fino a quando la Cina non ha ricevuto due premi consecutivi nel 2015 e nel 2016.
| Edizione | Fair Play Trophy |
| -------- | ---------------- |
| 2000     | non assegnato    |
| 2001     | Portogallo       |
| 2002     | Belgio           |
| 2003     | Indonesia        |
| 2004     | Canada           |
| 2005     | Portogallo       |
| 2006     | Rep. Ceca        |
| 2007     | Bangladesh       |
| 2008     | Egitto           |
| 2009     | Bulgaria         |
| 2010     | Haiti            |
| 2011     | Guatemala        |
| 2012     | Irlanda          |
| 2013     | Giappone         |
| 2014     | Corea del Sud    |
| 2015     | Cina             |
| 2016     | Cina             |

## Altri premi
Sempre dal 2001, vengono assegnati alcuni premi individuali: si tratta dei riconoscimenti di miglior marcatore, miglior giocatore e miglior portiere del torneo. Dal 2001 al 2010 sono state premiate, inoltre, le squadre con il miglior attacco (più reti segnate) e la miglior difesa (meno reti subite) del torneo.
Proprio nel 2001, il premio di miglior marcatore fu vinto dall'attaccante messicano Giovani dos Santos, che subito dopo fu acquistato dalle giovanili del Barcellona. Passato professionista con i blaugrana, Giovani è poi entrato a far parte della Nazionale di calcio del Messico e milita attualmente nella formazione statunitense dei Los Angeles Galaxy, dopo aver giocato anche con gli spagnoli del Villareal.
Nell'anno successivo, l'olandese Tom Overtoom, oggi in forza al Volendam vinse il premio di miglior giocatore, mentre il miglior portiere del torneo fu il francese Anthony Lopes, attuale estremo difensore del Lione, che successivamente ha optato per militare con la nazionale U-21 portoghese. In seguito si sarebbe laureato campione d'Europa con i lusitani nel 2016, battendo in finale proprio la Francia.
Anche nel 2003 fu premiato un portiere divenuto oramai professionista: si tratta del turco Özkan Karabulut, che milita nel campionato del suo Paese con la maglia dell'Ankaraspor.
Nel 2010, il sudcoreano Seung-Woo divenne il primo e fino ad ora unico giocatore a segnare più di dieci reti in una singola edizione del torneo, vincendo la classifica marcatori con dodici realizzazioni. Nel 2012, invece, l'Italia ottenne l'unico premio nella storia della manifestazione, grazie al portiere Luigi, che fu eletto come miglior rappresentante del proprio ruolo. 
| Edizione | Miglior marcatore         | Miglior giocatore      | Miglior portiere         | Miglior attacco | Miglior difesa |
| -------- | ------------------------- | ---------------------- | ------------------------ | --------------- | -------------- |
| 2000     | non assegnato             | non assegnato          | non assegnato            | non assegnato   | non assegnato  |
| 2001     | Giovani Messico           | Mark Sudafrica         | Suguru Giappone          | La Riunione     | Francia        |
| 2002     | Martín Argentina          | Tom Paesi Bassi        | Anthony Francia          | Argentina       | Argentina      |
| 2003     | Georgij Russia            | Monama Sudafrica       | Özkan Turchia            | Sudafrica       | Sudafrica      |
| 2004     | Nozozo Sudafrica          | Damien Romania         | Ruben Belgio             | Spagna          | Sudafrica      |
| 2005     | Irvin Indonesia           | Kenya Giappone         | Achsarbek Russia         | Indonesia       | Svizzera       |
| 2006     | Napo Sudafrica            | Edmond Svizzera        | Étienne Francia          | Sudafrica       | Indonesia      |
| 2007     | José Spagna               | Paul Kenya             | Murat Turchia            | Francia         | Sudafrica      |
| 2008     | Gnaly Francia             | Marcel Brasile         | Marco Austria            | Turchia         | Francia        |
| 2009     | Alban Svizzera            | Ohba Giappone          | Francisco Matías Cile    | Svizzera        | Spagna         |
| 2010     | Seung-Woo Corea del Sud   | Takuto Giappone        | Nicolás Uruguay          | Messico         | Brasile        |
| 2011     | Nicolás Uruguay           | Felipe Brasile         | Yuki Giappone            | non assegnato   | non assegnato  |
| 2012     | Amine Francia             | Naoki Giappone         | Luigi Italia             | non assegnato   | non assegnato  |
| 2013     | Bobby Inghilterra         | Hiro Giappone          | Rángel Messico           | non assegnato   | non assegnato  |
| 2014     | Ryousei Giappone          | Ivar Santiago Paraguay | Reynaldi Saela Indonesia | non assegnato   | non assegnato  |
| 2015     | Taiyo Igarashi Giappone   | Rayan Lutin Francia    | Kay Aoyama Giappone      | non assegnato   | non assegnato  |
| 2016     | Seong-hyeon Corea del Sud | Manuel Spagna          | Hong-sik Corea del Sud   | non assegnato   | non assegnato  |